# 萨拉·哈德兰
萨拉·哈德兰（Sarah Hadland，1971年2月20日—）是一位英格兰演员，演出过舞台剧、电影和电视，也做过旁白。